# 16. (samostojna) padalska brigadna skupina (Združeno kraljestvo)
Za druge 16. brigade glej 16. brigada.
16. (samostojna) padalska brigadna skupina (izvirno angleško 16th Independent Parachute Brigade Group) je padalska enota Britanske kopenske vojske.

## Zgodovina
Brigada je bila ustanovljena julija 1948 s preoblikovanjem 2. padalske brigade. Oktobra 1949 je bila premeščena v Aldershot, kjer je ostala do leta 1968.
Oktobra 1951 je bila brigada poslana v Egipt, kjer je čuvala sueški kanal. Med aprilom 1955 in pomladjo 1957 so iz brigade izločili 80 mož, iz katerih so sestavili Samostojni padalski skvadron, 22. SAS polk. Leta 1956 je bila brigada premaknjena na Ciper, kjer je ostala do novembra istega leta.
Leta 1956 je enota sodelovala v operaciji Mušketir (sueška kriza). 
Leta 1960 je bila enota preimenovana v 16. padalsko brigadno skupino.

## Sestava
1948.
- Štab
- 1. padalski bataljon (1 Para)
- 2. padalski bataljon (2 Para)
- 3. padalski bataljon (3 Para)